# Hawksbill
Hawksbill – góra w Stanach Zjednoczonych, w stanie Wirginia, najwyższy szczyt w Parku Narodowym Shenandoah. Należy do Pasma Błękitnego. Przez jej wierzchołek o wysokości 1234 m n.p.m. przebiega znakowany na niebiesko szlak turystyczny, będący odnogą znakowanego na biało Szlaku Appalachów.
W pobliżu szczytu znajduje się wybudowana z kamienia platforma widokowa oraz kamienna wiata zapewniająca schronienie w przypadku nagłego załamania pogody.